# Bombino

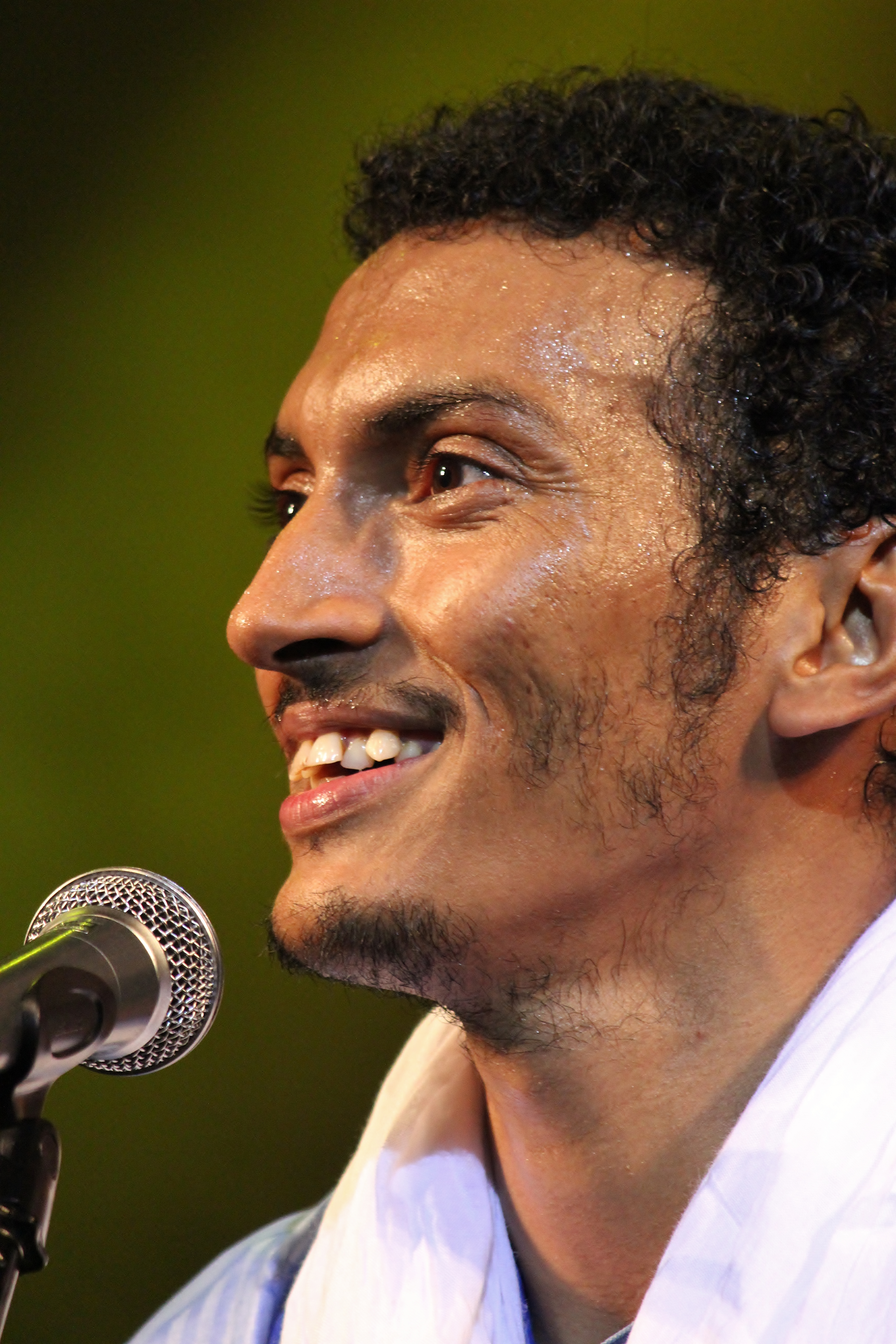
Bombino in Ulan-Ude (2012)

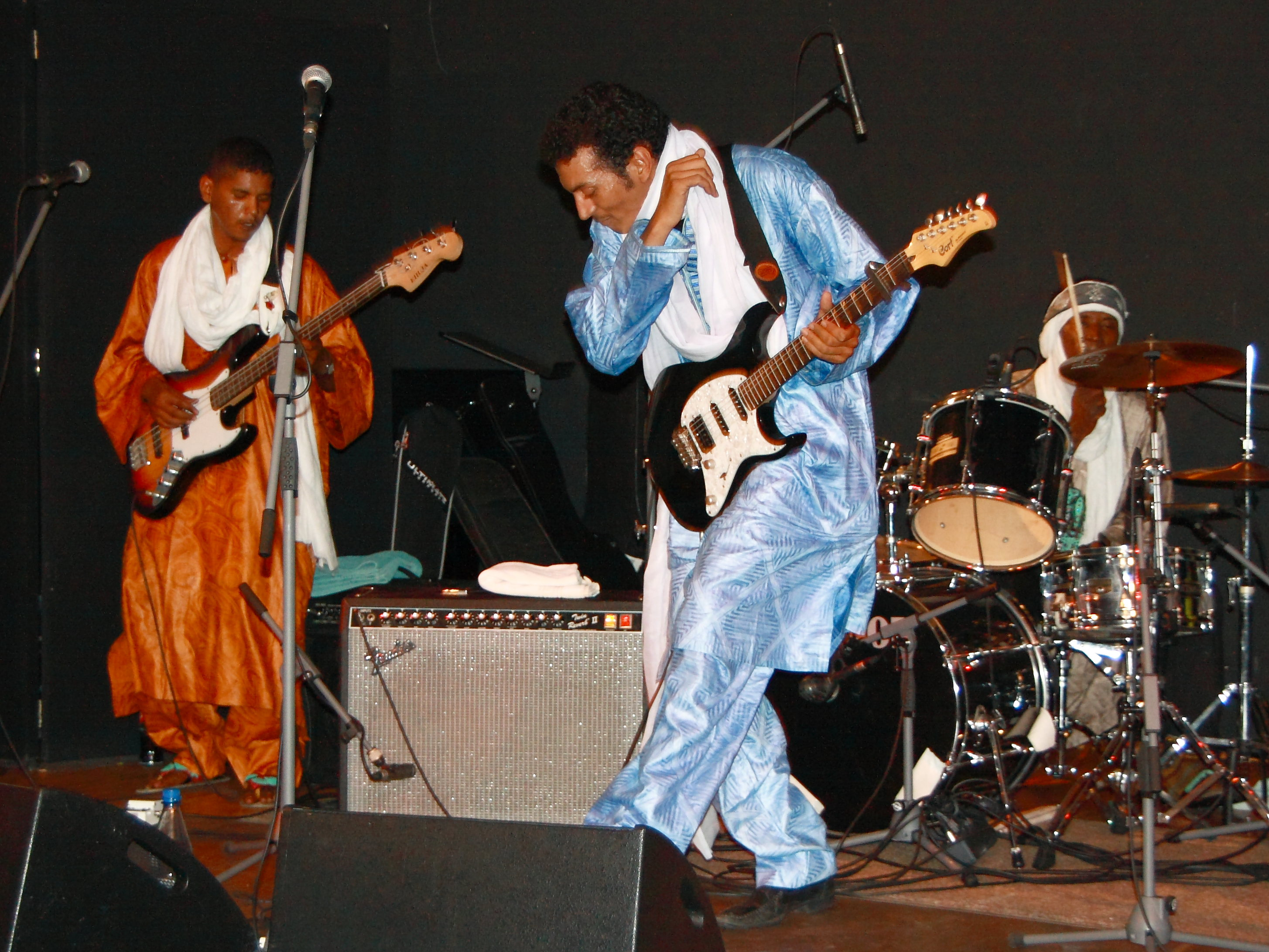
Bombino in Niederstetten (2012)

Bombino (eigentlich Goumour Almoctar oder Omara Moctar, * 1. Januar 1980 in Tidène, heute Tchirozérine, Niger) ist ein nigrischer Gitarrist und Sänger, der die traditionelle Musik der Tuareg mit Elementen der Rockmusik und des Blues vermischt.

## Leben und musikalische Entwicklung
Bombino wurde im Tal Tidène, nordöstlich der Stadt Agadez als Sohn eines Automechanikers und einer Hausfrau geboren. Er ist ein Neffe des Malers Rissa Ixa. Er wuchs in der Umgebung von Agadez auf und wurde muslimisch erzogen. Als es Anfang der 1990er-Jahre zur Tuareg-Rebellion kam, floh die Familie zu Verwandten ins algerische Tamanrasset und kehrte 1993 zurück, nachdem in Niger demokratische Wahlen stattgefunden hatten. Dort bekam er von seinem Onkel eine Gitarre geschenkt, nahm Unterricht und spielte gegen den Willen seines Vaters in einer Band. Seine Mitmusiker gaben ihm den Spitznamen Bombino, der sich vom italienischen Bambino (dt. „kleiner Junge“) ableitet, da er das jüngste Bandmitglied war.
Im Jahr 2004 veröffentlichte Bombino sein erstes Album, Agamgam. Als Mitglied der Band Tidawt spielte er drei Jahre später (2007) Konzerte in Kalifornien. Außerdem wirkte die Gruppe an der Aufnahme eines Liedes für die CD Stones World von Tim Ries mit und spielte dabei mit mehreren Mitgliedern der Rolling Stones zusammen. Ein Konzert, das er im selben Jahr in Agadez mit weiteren Musikern als Group Bombino spielte, wurde von Hisham Mayet, einem Mitarbeiter der Plattenfirma Sublime Frequencies aus Seattle aufgenommen, und 2009 mit weiteren Aufnahmen in den Vereinigten Staaten veröffentlicht.
Als es im Jahr 2007 erneut zu Unruhen der Tuareg in Niger kam, kämpfte Bombino zunächst auf der Seite der Rebellen, ging dann aber ins Exil nach Burkina Faso. Dort traf er im Jahr 2009 den Filmemacher Ron Wyman, der den Dokumentarfilm Agadez, the Music and the Rebellion über Bombino drehte und ihm ermöglichte, sein zweites Album Agadez in den Vereinigten Staaten aufzunehmen.
Das Album Agadez erschien im Jahr 2011 bei dem US-amerikanischen Label Cumbancha und wurde weltweit beachtet. Die Sendung Mikado des deutschen Radiosenders hr2-kultur stellte es im Mai 2011 als Album der Woche vor. Das dritte Album Nomad wurde 2013 von Dan Auerbach, dem Gitarristen des Bluesrock-Duos The Black Keys, in Nashville produziert. Die Musikzeitschrift Rolling Stone zählte es zu den „50 Best Albums of 2013“. In den Applehead Recording Studios in Woodstock (New York) entstanden im Herbst 2015 die Aufnahmen für das fünfte Studioalbum Azel, produziert von Dirty-Projectors-Gitarrist Dave Longstreth. Neben ein paar ruhigen Akustikstücken enthält das Album ein wenig Dub-Reggae-Rhythmen und viel polyrhythmischen Fusion und schnellen Gitarrenrock. Auf dem South by Southwest Music Festival 2016 spielte die Bombino Band sechs Sets. Die CD-Release-Tournee führt Bombino und seine Band durch zahlreiche US-Bundesstaaten und ins kanadische Vancouver. Am 9. August 2017 trat Bombino in Winterthur (Schweiz) im Rahmen der 42. Winterthurer Musikfestwochen auf. Sein 2018er Album Deran nahm Bombino wieder auf dem afrikanischen Kontinent, in Casablanca, Marokko auf. Im September 2023 erschien das Album Sahel.

## Musikalische Einflüsse
Als seine musikalischen Einflüsse gibt Bombino u. a. Ali Farka Touré, Abdallah ag Oumbadougou und Jimi Hendrix an.

## Diskografie
- 2004: Agamgam
- 2009: Guitars from Agadez, Vol. 2 (als Group Bombino, Sublime Frequencies)
- 2011: Agadez (Cumbancha)
- 2013: Nomad (Nonesuch Records)
- 2016: Azel (Partisan Records)
- 2018: Deran (Partisan Records)[11]
- 2023: Sahel (Partisan Records)[12]